# The Groundlings

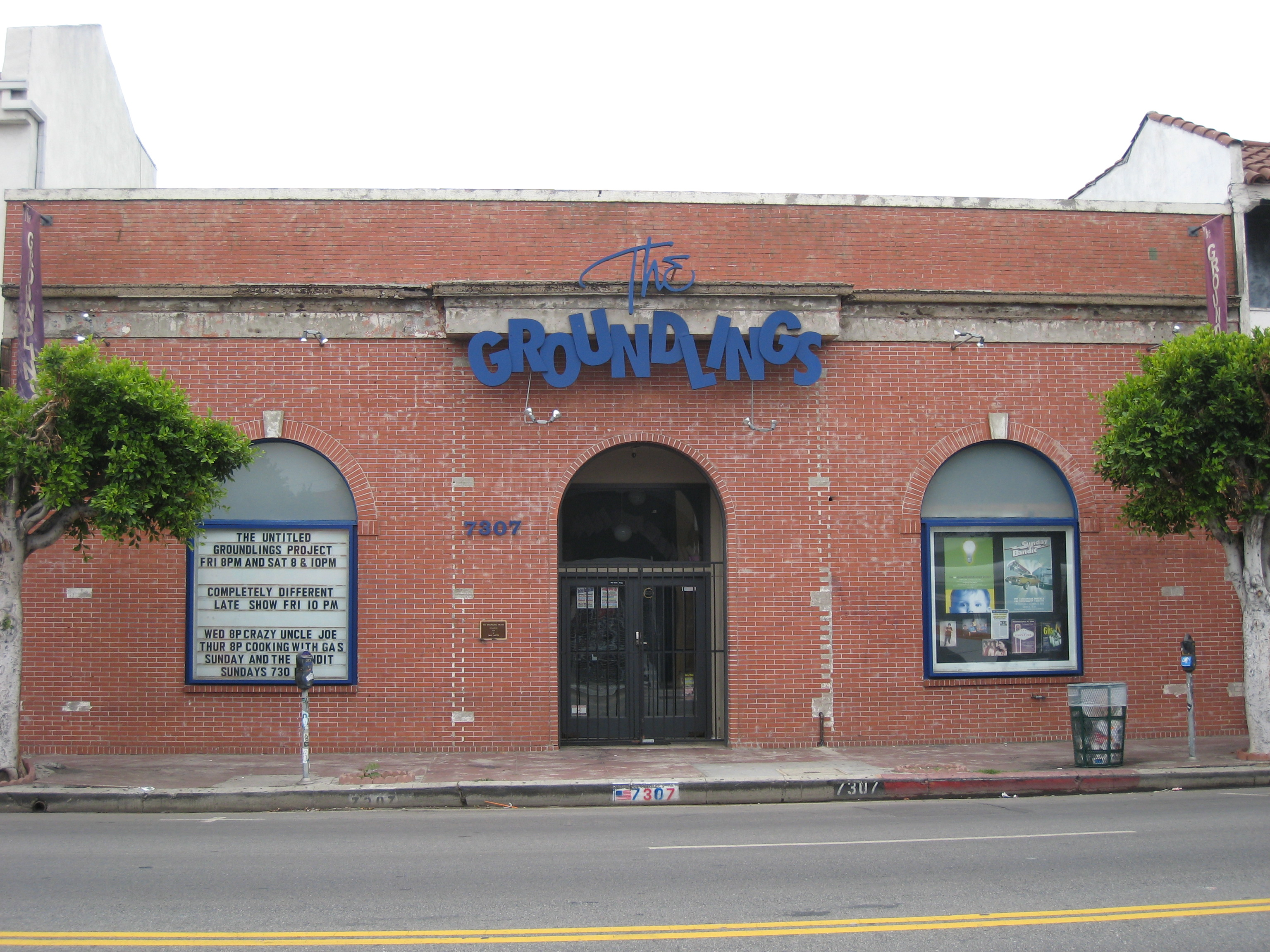
The Groundlings.

The Groundlings är en improvisations- och sketchkomedigrupp samt en teaterskola baserad i Los Angeles, Kalifornien. Komedigruppen grundades 1974 av Gary Austin och har blivit en av de mest inflytelserika  i USA. The Groundlings är känd för att ha utbildat och lanserat många komiker och skådespelare som senare blivit slagit igenom i Saturday Night Live, komediserier och -filmer till exempel Will Ferrell, Kristen Wiig, Lisa Kudrow, Paul Reubens och Melissa McCarthy. Gruppen är särskilt känd för sin karaktärsdrivna humor och sitt fokus på improvisation.
The Groundlings använder sig av en improvisationsteater som är inspirerad av teaterpedagogen Viola Spolin. Gruppens namn är taget från ett stycke i Hamlet. År 1975 köpte The Groundlings den lokal på Melrose Avenue där de fortfarande håller till.